# Битва при Сене Галльской
Битва при Сене Галльской — морская битва между флотами Восточной Римской империи и королевства остготов, произошедшая весной 551 года в водах Адриатики близ Сены Галльской (современная Сенигаллия). В ходе неё готы потерпели сокрушительное поражение, полностью потеряв участвовавший в сражении флот. По мнению Прокопия Кесарийского, историка и секретаря полководца императора Юстиниана I Велизария, именно победа в этой битве стала ключевой в ходе покорения Италии. Более современные историки, впрочем, по-разному оценивают значимость этой битвы.

## Предыстория

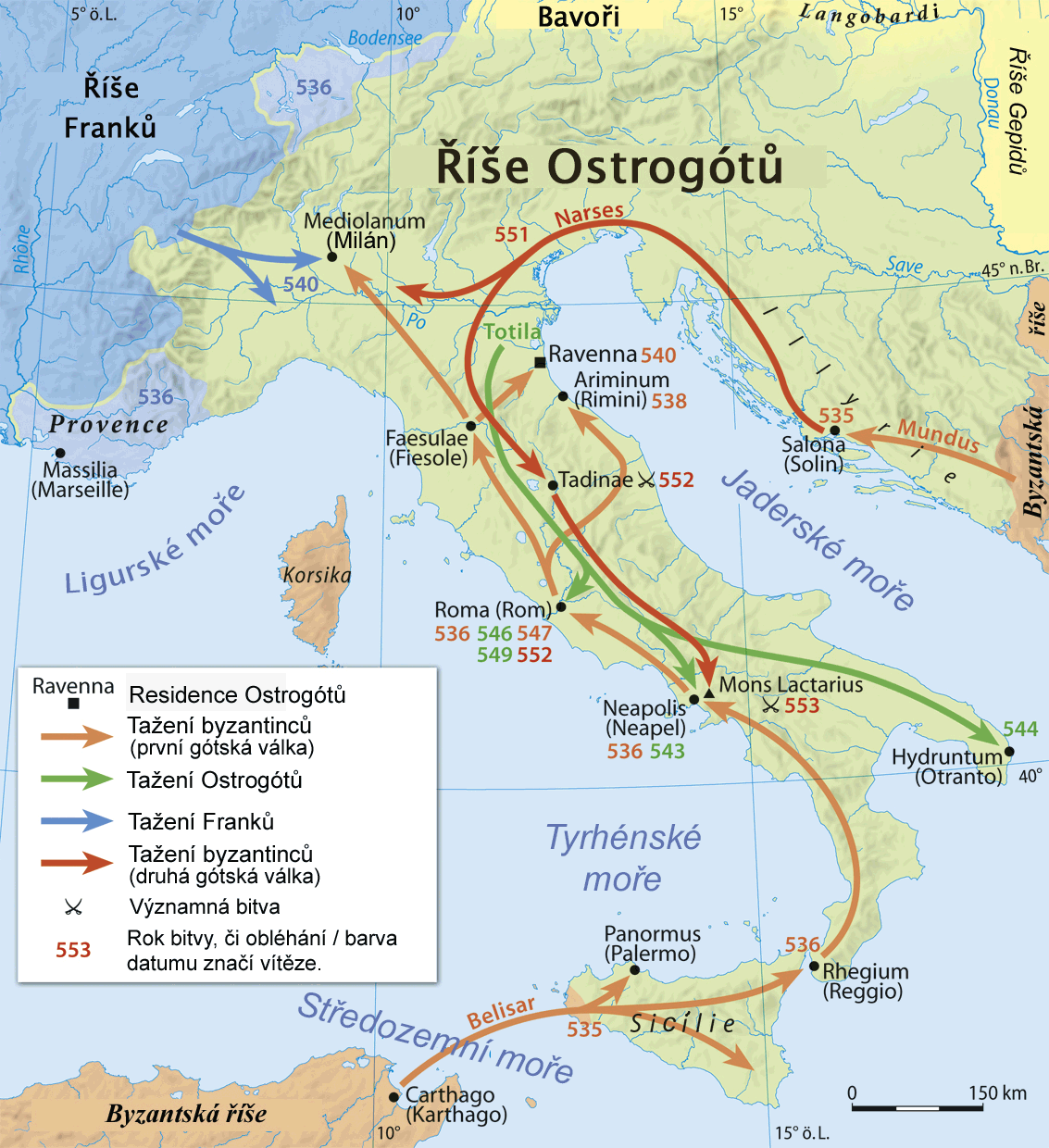
Карта юстиниановых Готских войн

К 550 году война между Восточной Римской империей и королевством остготов шла уже более 15 лет. Она началась с высадки на Сицилии, быстрой капитуляции Рима и падения Равенны, столицы королевства «варваров». Когда исход войны казался предопределённым, Велизария отозвали в Константинополь, а остготы смогли собраться. Вместе с королём Тотилой они отбили почти всю Италию. За пять лет «вечный город» перешёл из рук в руки три раза — сначала его разграбили готы, затем отбили силы Восточной Римской империи, а затем вновь заняли готы. Кроме того под угрозой была и Сицилия, которая стала базой восточных римлян после начала вторжения. Май 550 года вообще обернулся для империи тремя поражениями: Тотила разграбил Сицилию, подразделения на севере взяли Аримин и нанесли восточным римлянам поражение под Равенной.
Весной 551 года столицу Византии покинул Нарсес, опытный полководец, который возглавил новую восточноримскую армию. Он строил план по наступлению мощными пехотными силами с севера «Апеннинского сапога», со стороны Изонцо. Готы тем временем начали активно использовать корабли. Флот королевства пытался построить ещё Теодорих Великий, он ставил грандиозные планы морского господства, однако они не были осуществлены в полной мере, хотя флот всё же существовал. Так или иначе, именно во времена Тотилы источники впервые сообщают об использовании остготами военно-морских сил для боевых операций на море, хотя флот в наступление на Салону посылал ещё Витигес. Весной 551 года 300 готских кораблей разграбили города и поселения на побережье Иллирии, а также Корфу с прилегающими островами, Ионию, Эпир, включая Никополь и Анхаил, и местность вокруг Додоны. Согласно Прокопию Кесарийскому, эта активность привела к организации сопротивления со стороны восточных римлян. Командующий обороной осаждённой Анконы военный магистр Валериан призвал на помощь опытного полководца Иоанна, племянника Виталиана. Иоанн находился в Далмации и ожидал прибытия Нарсеса, но когда получил просьбу от Валериана, то немедленно укомплектовал 38 кораблей со своими ветеранами. В скором времени к этим силам присоединились ещё 12 кораблей под командованием самого Валериана, что выплыли из Равенны. Объединённые силы направились в Сену Галльскую, современная Сенигаллия, что находилась в 25 километрах к северу от Анконы.

## Битва
Прознав о прибытии противника к Сенигаллии, готские вожди погрузили на 47 боевых судов отборный отряд воинов во главе с Индульфом и Гибалом. Остальная армия во главе с военачальником Скипуаром осталась осаждать город. Прокопий Кесарийский писал о том, что командиры восточноримской армии предали особое значение предстоящей битве, от которой, по их мнению, зависела не только судьба Анконы, но и вся кампания в целом. Британский историк-марксист Э. А. Томпсон высказывал мнение, что полководцы, скорее всего, настаивали на важности не столько самой битвы, сколько Анконы. В частности хронист писал, что они сказали «Пусть никто из вас, сотоварищи по оружию, не думает, что сейчас мы будем сражаться только за Анкону и за осажденных в ней римлян и что исход этого сражения имеет отношение только к ним. Нет, в нем заключается критический момент всей войны, и в какую сторону склонится исход этого боя, с той совпадёт и конечная судьба всей кампании». Военачальники, согласно Прокопию, также рассказали солдатам о том, что Анкона является ближайшим местом, где можно пополнить провизию и накормить лошадей, а значит и получить возможность выиграть сражение, поскольку «… те, кто нуждается в самом необходимом, неизбежно уступают врагам. Голод и доблесть несовместимы…». В то же время вожди готов заявляли представителям своего народа, что им удалось изгнать противника из всей Италии, и что «скрывавшийся неизвестно в каких закоулках противник» пытается «как бы вновь начать войну». В этом своём воззвании военачальники хотели указать не на то, что разбив сейчас готов, они одержат победу в битве, а на то, что потеря Анконы будет означать потерю связи с итальянскими силами и располагающимся там командованием.
Прокопий указывает на то, что бой был ожесточён и похож на сухопутный. В своём архаическом стиле, Прокопий де-факто подтверждает тот факт, что это сражение, как и основные сражения эпохи поздней античности, происходило на палубах, на которые войска перебирались с помощью перекидных мостиков — воронов. Томпсон назвал описание «настолько живым и подробным», что им невозможно не восхищаться. Первоначально восточноримские и готские корабли встали в одну линию друг напротив друга и посыпали стрелами и копьями, а находившиеся достаточно близко от врага переходили по воронам на корабли противника и сражались мечами и копьями как в сухопутном сражении. Из-за неопытности, готские отряды вскоре рассыпались: часть из них оказалась излишне близко друг к другу для манёвра. По словам Прокопия, «на них словно была наброшена сетка». Остальные наоборот отделились и были разбиты по отдельности. На момент перехода в рукопашную схватку «варварские» отряды были настолько дезориентированы, что не могли толком сражаться. Прокопий рассказал о высоком уровне крика и толкотни на кораблях готов, а также о том, что «варварские» командиры действовали неумело, пытаясь воззвать бойцов сражаться смелее, но не стройнее. В противовес готам, восточные римляне, по словам историка, «искусно руководили боем», расположив корабли носом к врагу и соблюдая «неизменно правильные дистанции» по отношению друг к другу. Отделившиеся корабли восточноримские суда без особого труда настигали и топили или захватывали, скопившиеся группы осыпали стрелами, а пребывающих в хаотичном беспорядке громили в рукопашном бою.

## Итоги и последствия
Такой ход боя привёл к тому, что когда флот готов окончательно распался, они бросили поле боя и обратились в бегство. 36 кораблей было потоплено или захвачено, а оставшиеся в живых бойцы скрылись на уцелевших 11 судах. По словам Прокопия, победа имела колоссальное значение. Добравшись до Анконы, флот сел на мель, и Индульф, единственный спасшийся командир готов (Гибала взяли в плен), сжёг оставшиеся корабли, дабы они не достались в руки неприятеля, после чего доложил осаждавшим город отрядам о произошедшем. Они в спешке ретировались с места осады, отойдя в Ауксим. Согласно Прокопию, из-за поражения сила и самомнение германцев оказались подорваны. По словам военных историков Банникова и Морозова, о правдивости такой характеристики говорит то, что оголодав и «утратив мужество», готы ретировались и с Сицилии, покинув вскоре после битвы ранее удерживаемые ими города. Томпсон же писал, что возможной причиной такого могла стать гибель многих знатных мужей, хотя при этом отмечает общую непонятность такой характеристики, так как для готов морские сражения никогда не оказывали значимый эффект. Историк Джордж Хоурани писал о том, что победа восточных римлян была связана с сохранением боевого порядка во время абордажного сражения, в то время пока готы так и не смогли добиться того, чтобы их корабли находились на достаточном для нормального плавания и боя расстоянии друг от друга. Американский историк флота Ф. Хокер описывал поражение готов как «положившие конец их претензиям на господство» в Адриатике, а австрийский историк Х. Вольфрам — как сражение, после которого, вкупе с неудачей посольства в Константинополь, «моральный дух готского войска» оказался настолько низко, как «никогда не падал». Специалист по истории Европы Дон Тейлор назвал эту битву «последней значительной морской битвой античности».
В то же время советский историк З. В. Удальцова писала, что случившаяся на море неудача готов не может быть описана ни как начало, ни тем более как причина перелома в войне. Она отмечает, что Прокопий в целом показателен попытками однозначно датировать перелом. Историк посчитала, что поражение было лишь одним из проявлений того, что можно было наблюдать в Италии и до лета 551 года: процесса ухода из армии готов их союзников и перебежчиков, из которых набирались экипажи для кораблей. Удальцова писала, что поражение ухудшило состояние готов, но не настолько, как пытался представить это Прокопий. Флот остготов продолжал быть грозной силой и делал многочисленные вылазки и диверсии, в частности захватил Корсику и Сардинию вскоре после поражения. Впрочем, Вольфрам оценил этот «отход на запад» как «пожалуй, худший ответ на усилившееся давление на востоке».